# Nguyễn Thị Thu Trang
Nguyễn Thị Thu Trang (n. 3 iunie 2003) este o sportivă ce a reprezentat Vietnam. A participat la competiții asociate Jocurilor Olimpice în care a câștigat o medalie de argint.

## Participări
Lista de mai jos prezintă principalele competiții la care a participat Nguyễn Thị Thu Trang de-a lungul carierei.
- Juegos Olímpicos de la Juventud de Buenos Aires 2018[*][1]